# Apeadero Ángel Fernández
Ángel A. Fernández es el nombre que recibía una estación de ferrocarril en carácter de apeadero actualmente demolida, ubicada en la localidad de Monte Chingolo, partido de Lanús, provincia de Buenos Aires, Argentina.

## Servicios
Esta estación fue inaugurada el 18 de abril de 1926. Funcionó como estación intermedia del Ramal P1 del Ferrocarril Belgrano, anteriormente conocido como Ferrocarril Provincial de Buenos Aires, para los servicios entre Avellaneda y La Plata. No opera trenes de pasajeros desde el 6 de julio de 1977.